# Arme Klaren (Brussel)

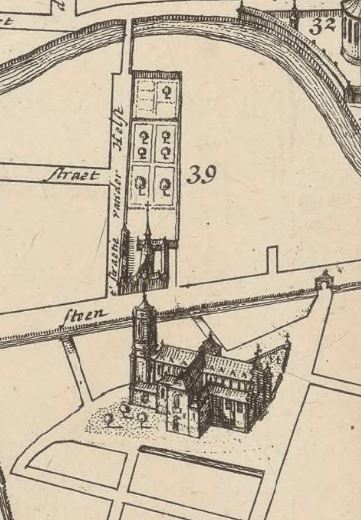
De Arme Klaren op een stadsplan van 1695, tussen Zenne en Begijnhofkerk

De Arme Klaren waren aanwezig in Brussel van 1503 tot 1796 en van 1843 tot 1963.

## Eerste klooster: Bethlehem

### Stichting
Ergens na 1450 vestigde zich in Brussel een groep grauwzusters, lekenvrouwen die samenleefden binnen de Derde Orde van Sint-Franciscus. Hun huis Bethlehem lag naast het Groot Begijnhof. Aangespoord door een bul van paus Alexander VI d.d. 4 september 1501, namen de religieuzen Clara van Assisi's strenge prima regula aan zoals hervormd door Nicolette Boëllet (H. Coleta) en werden dus Clarissen Coletienen. Deze Arme Klaren zouden permanent vasten (geen vlees), geen persoonlijke inkomsten of bezittingen hebben en leven van aalmoezen binnen een strikte clausuur.
Het Sint-Goedelekapittel begeleidde de overgang door een aantal voorwaarden op te leggen om de omvang van de gemeenschap te controleren en openlijke vijandigheid met de Rijke Klaren te voorkomen. De voorwaarden werden op 7 augustus 1503 aanvaard door de afgevaardigden van de zusters, waaronder Dirk Coelde, de energieke gardiaan van Boetendaal (die eerder vruchteloos geprobeerd had de Rijke Klaren arm te maken). Vijf Arme Klaren uit het Gentse Coletienenklooster kwamen geestelijke leiding geven aan het Brusselse huis. Op aandringen van het stadsbestuur was het een taak van de bedelzusters te bidden dat de pest van 1489-90 niet zou terugkeren.

### Vernielingen en herstellingen
Tijdens het Calvinistisch bewind werden de clarissen – rijk en arm – verdreven. Hun kloosterkerk onderging vernielingen en ze kregen de dwingende raad terug te keren naar hun families. Na de overgave van de stad aan Farnese in 1585 herstelden ze hun gemeenschap.
Een nachtelijke brand legde op 19 oktober 1619 het klooster van de Arme Klaren in de as. Enkel de kerk bleef gespaard. De gravin van Berlaimont schonk 15.000 florijnen en ook andere notabelen droegen ertoe bij dat het klooster kon worden heropgebouwd. Rond 1644 trokken de Arme Klaren een grote muur op om hun eigendom te scheiden van de naburige Augustijnenbroeders.
Vondel schreef in 1658 het gedicht Maegdepalm voor zijn nicht Anna Bruyningh, die toen in Brussel het habijt van de Arme Klaren aannam. In 1662 zou ze er abdis worden. Ook het treurspel Joannes de Boetgezant en de Lof-zang van Sinte Klara zijn voor Anna geschreven.

### Opheffing
De Arme Klaren werden getroffen door de eerste golf kloostersluitingen onder keizer Jozef II. Op 21 april 1783 moesten ze hun 'onnutte' huis verlaten, dat werd omgevormd tot militair hospitaal. In 1790 zagen de zusters kans er terug te keren en ze deden dit in processie. Een nieuwe, definitieve verdrijving volgde in 1796. De Arme Klaren vonden nog enige maanden onderdak in het Klooster van Berlaymont en gingen dan uiteen. In hun voormalige klooster kwam een salpeterfabriek van de staat. Ene Wéry kocht het complex in 1803 en ontwikkelde het door aanleg van drie straten (de Zwaluwenstraat in 1806, de Vleermuizenstraat en de Watersneppenstraat).

### Situering en restanten
Het Arme Klarenklooster lag in het huizenblok afgebakend door de tegenwoordige Lakensestraat, Vander Elststraat, Bloemenstraat en Zwaluwenstraat. De tuin liep door tot de Zenne. Van de kloosterkerk is niets bewaard. Het gebouw op de hoek van de Bloemenstraat en de Vander Elststraat is het voornaamste restant, in het bijzonder twee 17e-eeuwse vleugels waarvan de gevels een neoklassiek aanzicht kregen aangemeten. Het pand is sinds 2001 beschermd.
In 2004-06 is een uitgebreide opgravingscampagne gevoerd op het voormalige terrein van de Arme Klaren.

## Tweede klooster: Sint-Clara

### Restauratie
De stichtingsijver van de Brugse abdis Marie-Dominique Berlamont bracht in 1843 een nieuwe groep Arme Klaren-Coletienen naar de hoofdstad. Dankzij bemiddeling van de jezuïet Jan-Baptist Boone en financiële steun van gravin Constance de la Serna (echtgenote van Pierre de la Serna) werd een huis aangekocht in de rue du Manège (huidige Van Moerstraat). Acht koorzusters en twee buitenzusters namen er hun intrek. Acht jaar later werd een ruimere locatie aangekocht in de Marollenwijk, op een deel van het terrein dat voorheen werd ingenomen door het Kapucijnenklooster. Op 9 juli 1852 namen de zusters hun intrek in het nieuwe klooster. In 1854 begonnen ze met de bouw van een kapel, gewijd aan de Onbevlekte Ontvangenis en aan Sint-Clara. De zusters verstrekten onderwijs aan meisjes uit de wijk. In 1859 waren het er een 90-tal en vroegen ze toestemming voor uitbreiding van de school. Dit armenonderwijs duurde tot eind 19e eeuw.

### Vertrek naar Loonbeek
In 1949-53 bouwde de stad Brussel op een braakliggend terrein naast het klooster een zwembad. Dit veroorzaakte enige overlast en deed bovendien de vrees ontstaan voor een gedeeltelijke onteigening om de Kapucijnenstraat te verbreden. Daarop beslisten de Arme Klaren in 1963 te verhuizen naar het Blauwhof in Loonbeek. Het oude klooster werd verkocht aan de stad Brussel door tussenkomst van Paul Van Den Boeynants. In Loonbeek bleven de clarissen tot 2004.

## Voetnoten
1. ↑  Eén bron stelt dat het geen coletienen waren maar clarissen van de strikte observantie.
2. ↑  Eén bron geeft Gouda i.p.v. Gent op als herkomstoord: Jacques van Wijnendaele, Promenades dans les Couvents et Abbayes de Bruxelles, 1997, p. 94
3. ↑  Beschermingsbesluit van 5 juli 2001 met bijlagen. Gearchiveerd op 27 september 2018.
4. ↑  Jean-Pierre Van Binnebeek, "Na veertig jaar aanwezigheid in het blauwhof verlaten de zusters clarissen het Blauwhof", in: Heemblad van de Heemkundige kring Huldenberg, 2004, nr. 1